# Pebble to a Pearl
Pebble to a Pearl je studiové album americké zpěvačky Nikky Costy z roku 2010. Spolu se zpěvačkou album produkoval její manžel Justin Stanley. Ten je rovněž pod většinou písní podepsát autorsky a hrál zde na několik různých nástrojů. Na nahrávce se dále podíleli například Keefus Ciancia a Jason Falkner. V žebříčku Billboard 200 časopisu Billboard se deska umístila na 157. příčce, v hitparádě nejlepších R&B alb téhož periodika na 57. a mezi Top Heatseekers na třetí.

## Seznam skladeb
| Pořadí | Název                  | Délka |
| ------ | ---------------------- | ----- |
| 1.     | Stuck to You           | 3:43  |
| 2.     | Can't Please Everybody | 5:06  |
| 3.     | Pebble to a Pearl      | 4:30  |
| 4.     | Someone for Everyone   | 3:47  |
| 5.     | Cry Baby               | 5:08  |
| 6.     | Keep Wanting More      | 4:48  |
| 7.     | Keep Pushin'           | 3:46  |
| 8.     | Love to Love You Less  | 4:26  |
| 9.     | Without Love           | 4:24  |
| 10.    | Damn I Said It First   | 6:52  |
| 11.    | Loving You             | 5:28  |
| 12.    | Bullets in the Sky     | 4:37  |